# Xenophoridae
Famille
Synonymes
- Onustidae H. Adams & A. Adams, 1854[1]
- Phoridae Gray, 1840[1]

Les Xenophoridae constituent une famille de mollusques gastéropodes de l'ordre des Littorinimorpha. 
Ces coquillages se distinguent par leur habitude de souder des éléments durs à leur coquille, notamment d'autres coquilles de gastéropodes. 

## Taxonomie
Alors que la plupart des sources donnent Troschel comme auteur de cette famille, l'ITIS l'attribue à Philippi en 1853 soit un an après Troschel.

## Liste des genres
Selon World Register of Marine Species (26 mars 2016) :
- genre Onustus Swainson, 1840
- genre Stellaria Möller, 1832
- genre Xenophora Fischer von Waldheim, 1807

## Galerie

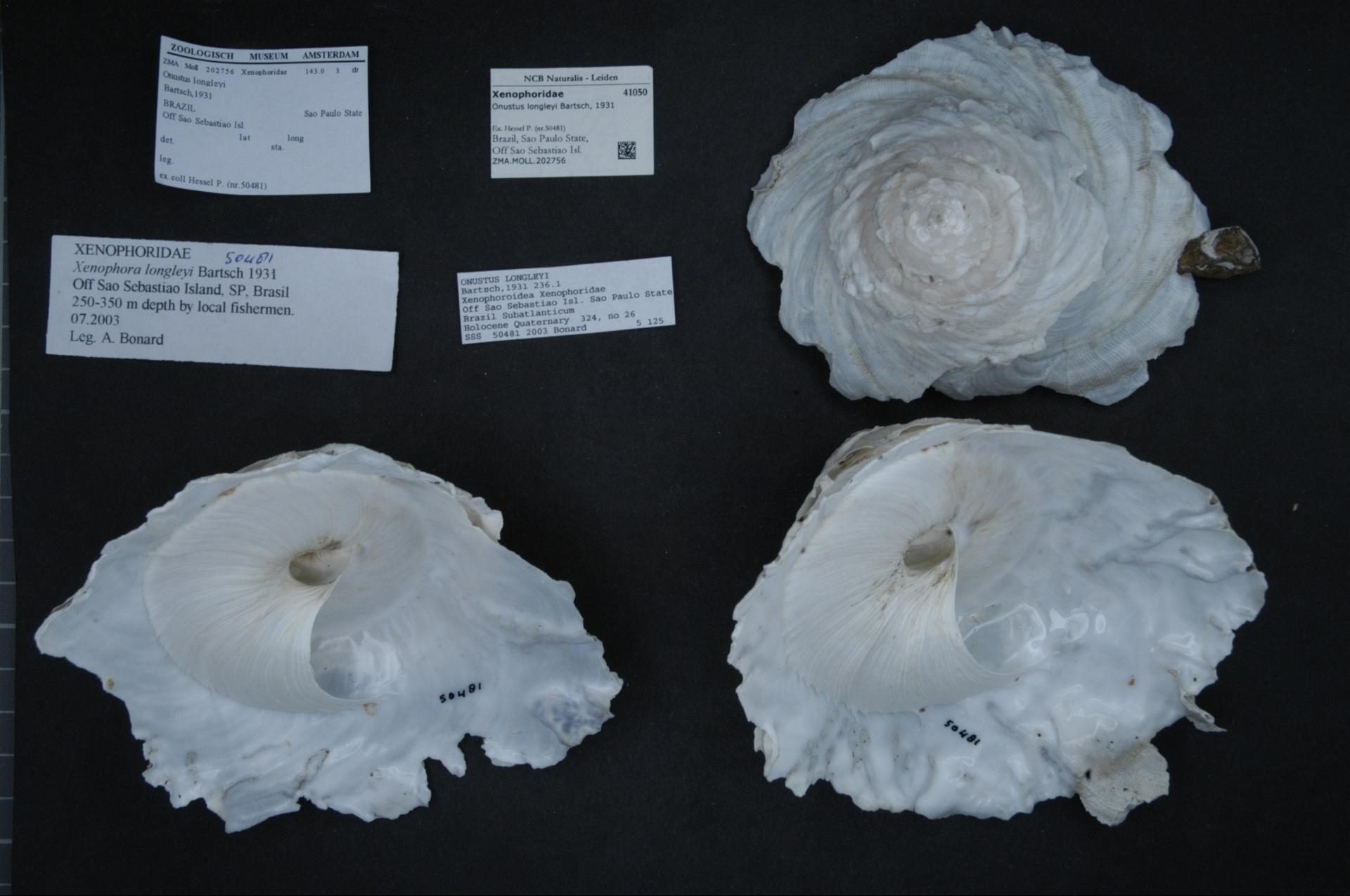
Onustus longleyi
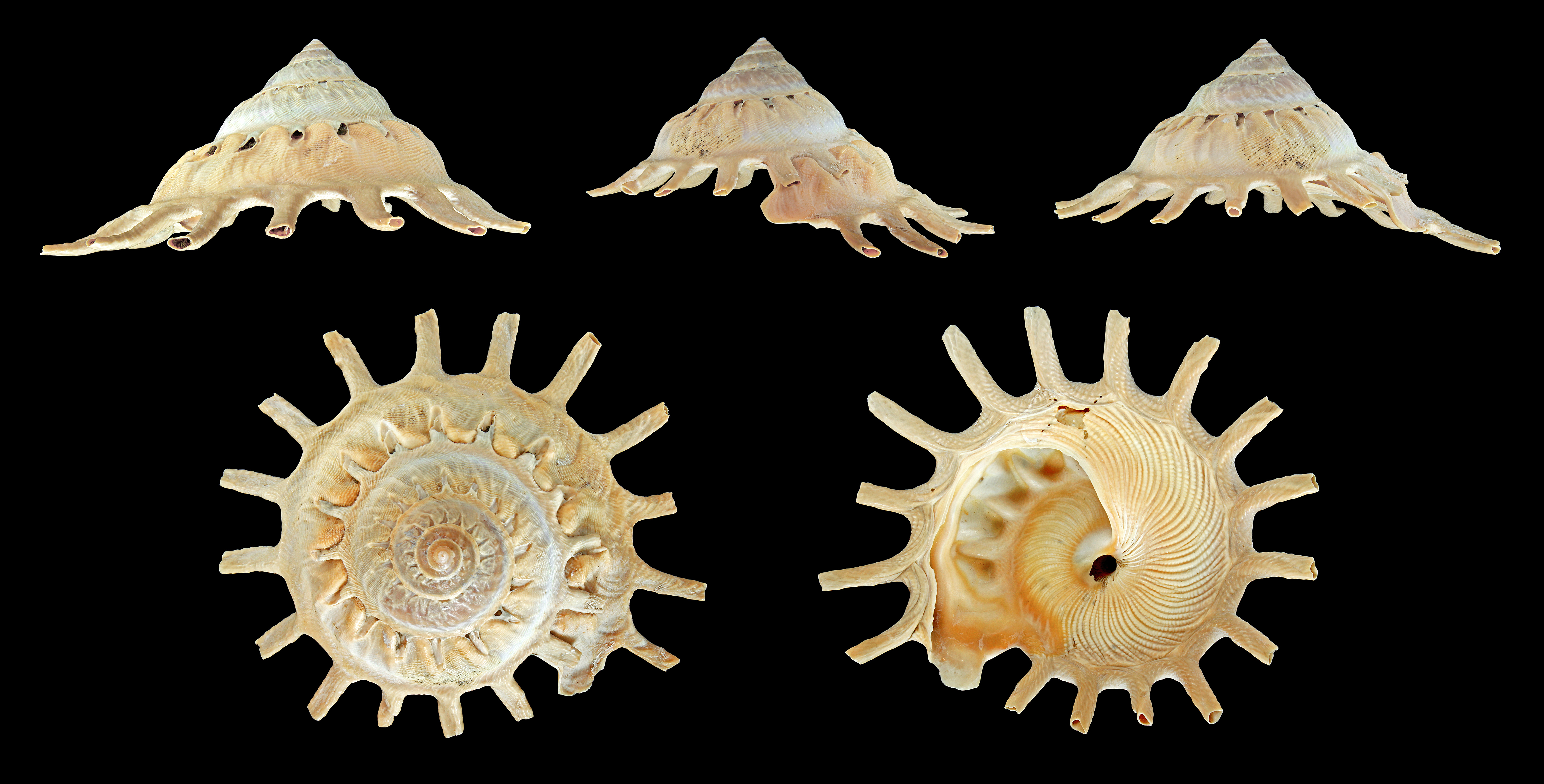
Stellaria solaris
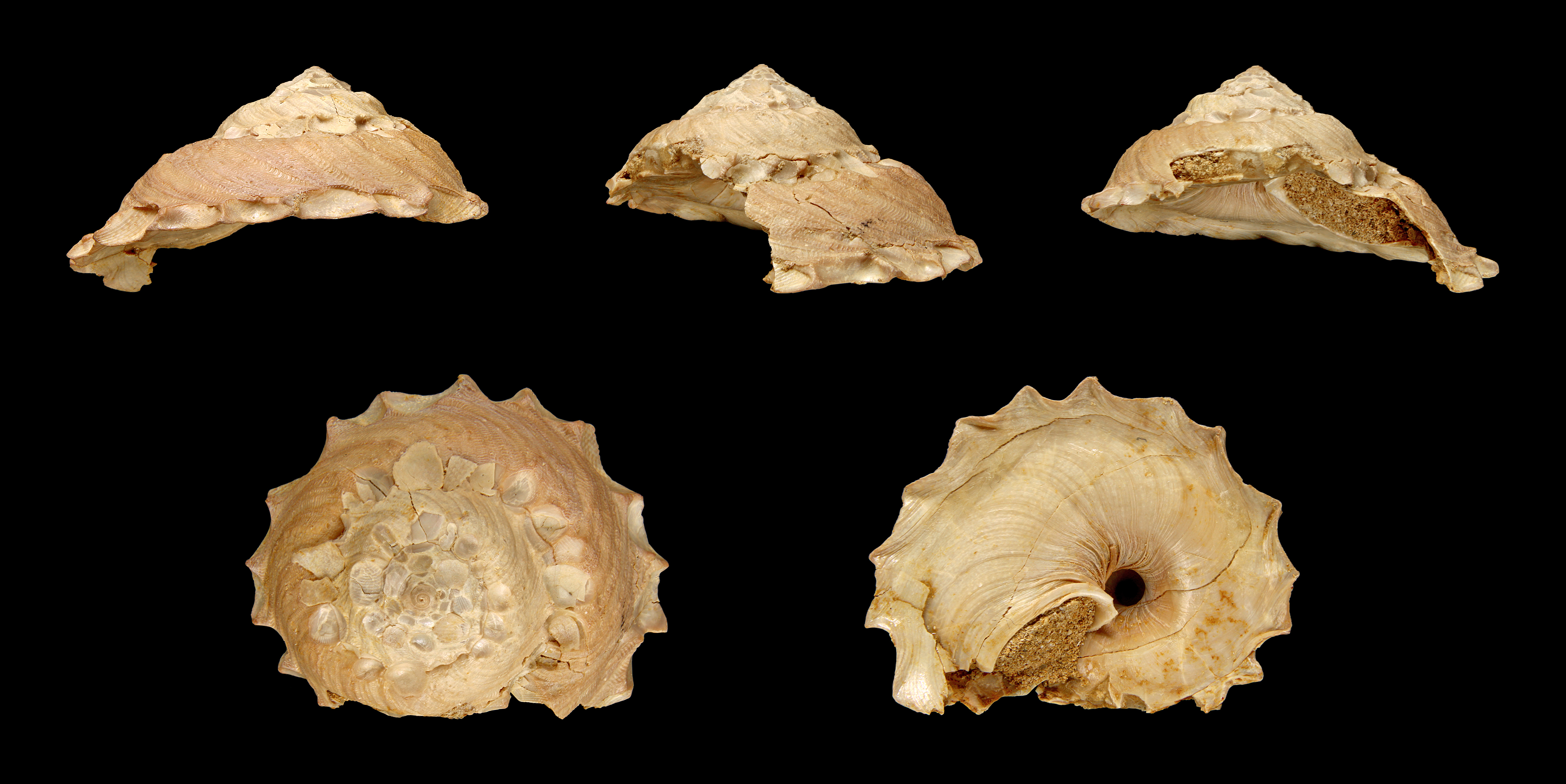
Xenophora agglutinans